# Sonia Bisset
Sonia Bisset Poll, ook wel Sonia Bicet, (Santiago de Cuba, 1 april 1971) is een voormalige Cubaanse speerwerpster. Met een persoonlijk record van 67,67 m behoorde ze tot de beste speerwerpsters ter wereld. Ze nam tweemaal deel aan de Olympische Spelen.

## Loopbaan
In 1995 boekte Bisset haar eerste successen met het winnen van het speerwerpen bij de Centraal-Amerikaanse en Caribische kampioenschappen en de Cubaanse kampioenschappen. In 1997 maakte ze een grote stap voorwaarts met het oude model speer door 68,24 te werpen.
Haar beste prestatie op een grote internationale wedstrijd behaalde Bisset in 2001. Op de wereldkampioenschappen in Edmonton veroverde ze in de finale van het speerwerpen een bronzen medaille. Met 64,69 eindigde ze achter haar landgenote Osleidys Menéndez (goud; 69,53) en de Griekse Mirela Tzelili (zilver; 65,78).
Op zowel de Olympische Spelen van 2000 in Sydney als de Olympische Spelen van 2004 in Athene behaalde Sonia Bisset in de finale een vijfde plaats.

## Titels
- Centraal-Amerikaanse en Caribische Spelen kampioene speerwerpen - 1998, 2006
- Centraal-Amerikaans en Caribisch kampioene speerwerpen - 1995
- Ibero-Amerikaans kampioene speerwerpen - 1996
- Cubaans kampioene speerwerpen - 1995, 1998

## Persoonlijk record
| Onderdeel   | Prestatie | Datum       | Plaats    |
| ----------- | --------- | ----------- | --------- |
| speerwerpen | 67,67 m   | 6 juli 2005 | Salamanca |

## Prestatie

### speerwerpen
Kampioenschappen
- 1990:  Centraal-Amerikaanse en Caribische jeugdkamp. - 55,20 m
- 1994:  Ibero-Amerikaanse kamp. - 57,70 m
- 1995:  Centraal-Amerikaanse en Caribische kamp. - 62,24 m
- 1996:  Ibero-Amerikaanse kamp. - 64,54 m
- 1997: 6e WK - 63,80 m
- 1997:  Universiade - 63,46 m
- 1998:  Centraal-Amerikaanse en Caribische Spelen - 66,67 m
- 1998:  Wereldbeker - 65,50 m
- 1998:  Goodwill Games - 62,64 m
- 1999: 6e WK - 63,52 m
- 2000: 5e OS - 63,26 m
- 2000:  Grand Prix Finale - 65,87 m
- 2001:  WK - 64,69 m
- 2003: 6e WK - 60,17 m
- 2004:  Ibero-Amerikaanse kamp. - 64,71 m
- 2004: 5e OS - 63,54 m
- 2005: 7e WK - 61,75 m
- 2005:  Wereldatletiekfinale - 63,56 m
- 2006: 4e Wereldatletiekfinale - 62,16 m
- 2006:  Wereldbeker - 61,74 m
- 2006:  Centraal-Amerikaanse en Caribische Spelen - 63,30 m
- 2007: 6e WK - 61,74 m
- 2007: 5e Wereldatletiekfinale - 59,23 m
- 2007:  Pan-Amerikaanse Spelen

Golden League-podiumplaats
- 1998:  Memorial Van Damme - 66,18 m

## Prestatieontwikkeling

### speerwerpen (oud model)
- 1987: 50,40
- 1988: 58,28
- 1989: 55,94
- 1990: 55,30
- 1991: 57,64
- 1992: 58,38
- 1993: 59,52
- 1994: 61,42
- 1995: 62,52
- 1996: 64,54
- 1997: 68,24
- 1998: 67,59

### speerwerpen (nieuw model)
- 1999: 63,52
- 2000: 65,87
- 2001: 66,54
- 2002: 65,52
- 2003: 60,75
- 2004: 65,93
- 2005: 67,67
- 2006: 65,97
- 2007: 64,65